# Ena concolor
Ena concolor is een slakkensoort uit de familie van de Enidae. De wetenschappelijke naam van de soort is voor het eerst geldig gepubliceerd in 1887 door Westerlund.